# Студеновский, Максим Владимирович
Макси́м Влади́мирович Студеновский (род. 6 октября 1984 года, Днепропетровск, Украинская ССР, СССР) — российский актёр театра и кино. Получил известность после съёмок в детективном телесериале «Ментовские войны».

## Биография
Родился 6 октября 1984 года в Днепропетровске.

### Учёба
Учился в БГТУ «Военмех» на направлении авиа- и ракетостроения (специальность — расчёт траектории летательных аппаратов), но на третьём курсе бросил обучение. В 2010 году окончил Санкт-Петербургскую театральную академию.

### Карьера
Входит в состав труппы театра «Мастерская», основанного в 2010 на базе СПбГАТИ. Спектакль «Грёзы любви» (2010) был поставлен специально под него. В 2011 году за роль князя Мышкина в дипломном спектакле «Идиот. Возвращение» был награждён Санкт-Петербургской независимой актёрской премией имени Владислава Стржельчика в номинации «Путёвка в жизнь».
На телевидении снимался в главных ролях в детективном телесериале «Хвост» (2012—2014) на телеканале НТВ вместе с Натальей Унгард и комедийном телесериале «Два отца и два сына» (2013—2016) на телеканале СТС вместе с Дмитрием Нагиевым.

### Хобби
Играет на фортепиано и пишет музыку.

## Театральные работы

### Актёр
- 2010 — «Сон в летнюю ночь» Уильяма Шекспира (Учебный театр «На Моховой», пост. — Галина Бызгу) — Питер Пигва
- 2010 — «Идиот. Возвращение» по роману Фёдора Достоевского «Идиот» (Санкт-Петербургский театр «Мастерская») — Князь Мышкин, Тоцкий
- 2010—2011 — «Два вечера в весёлом доме» Вячеслава Вербина по повести Александра Куприна «Яма» (Учебный театр «На Моховой», Санкт-Петербургский театр «Мастерская», пост. — Григорий Козлов) — педагог
- 2010 — «Уравнение с двумя, или Казнь» по произведениям Людмилы Петрушевской (Малая сцена МДТ, Международная ассоциация «Живая классика», пост. — Полина Неведомская) — врач
- 2010 — «Грёзы любви, или Женитьба Бальзаминова» Александра Островского (Санкт-Петербургский театр «Мастерская», пост. — Григорий Козлов) — Миша Бальзаминов
- 2012 — «Бременские музыканты» по мотивам сказки братьев Гримм и культового мультфильма (Санкт-Петербургский театр «Мастерская», пост. — Екатерина Гороховская) — Петух
- 2013 — «Дни Турбиных» Михаила Булгакова (Санкт-Петербургский театр «Мастерская», пост. — Григорий Козлов) — Тальберг, Вертинский

### Композитор
- «Два вечера в весёлом доме»
- «Сон в летнюю ночь»
- «Кроткая»
- «Эти свободные бабочки»
- «Облако в штанах»
- «Карлсон»

### Режиссёр
- 2021 — «Щелкунчик» по мотивам сказки Гофмана (Санкт-Петербургский театр «Мастерская»), совм. с В. Карповым

## Фильмография
- 2009 — Человек у окна
- 2010 — Агент особого назначения — парень в клубе
- 2010 — Дорожный патруль 4 — следователь-стажёр
- 2010 — Морские дьяволы 4 — Саша
- 2010 — Ментовские войны-5 (Фильм 1 — «Другая река», Фильм 2 — «С чистой совестью», Фильм 3 — «Лицом к лицу», Фильм 4 — «Голова Медузы») — Олег Воловец
- 2010 — Пятая группа крови
- 2010 — Наших бьют — администратор
- 2010 — Семейный очаг — Юра
- 2011 — Ментовские войны-6 (Фильм 1 — «Банда», Фильм 3 — «Честь мундира») — Олег Воловец
- 2011 — Наркотрафик — Антон
- 2011 — Страховщики — Свиридов
- 2012 — Хвост — Константин Хвостов, главная роль
- 2012—2013 — Анекдоты — разные персонажи
- 2012 — Кухня. 1 сезон — администратор
- 2012 — Зимний круиз
- 2012 — Ночные ласточки — танкист
- 2012 — Бывшая жена
- 2012 — Патруль. Васильевский остров — Михаил
- 2012 — Предатель — Юра Лаптев
- 2013 — Департамент — Меря
- 2013 — Шеф полиции
- 2013—2016 — Два отца и два сына — Виктор Павлович Тетерин, психолог, главная роль
- 2014 — Колыбель над бездной — Костя
- 2014 — На рубеже. Ответный удар — Ложкин
- 2014 — Поиски улик
- 2014 — Хвост. Продолжение — Константин Хвостов, главная роль